# 鄭再發
鄭再發總主教（英語：Archbishop Joseph Cheng Tsai-fa；1932年7月4日—2022年9月2日），生于福建省思明縣（今廈門市），台灣天主教主教。
他於1957年12月21日晋铎，曾任台南教区達義修院院长兼碧岳神哲学院副院长，德光女子高级中学校长。1990年12月22日，教宗若望保禄二世將他任命为台南教区主教，1991年2月2日由成世光主教祝圣。2004年2月6日被若望保禄二世任命为台北总教区总主教，2007年11月10日榮休。
2022年9月2日病逝於耕莘醫院，享耆壽90歲。
| 天主教會職銜  | 天主教會職銜                                        | 天主教會職銜  |
| ------------- | --------------------------------------------------- | ------------- |
| 前任： 成世光 | 天主教台南教區主教 1990年12月3日－2004年12月4日     | 繼任： 林吉男 |
| 前任： 狄剛   | 天主教台北總教區總主教 2004年1月24日－2007年11月9日 | 繼任： 洪山川 |